# Jeremy of Caxton
Jeremy of Caxton (auch Germias oder Germanus of Caxton) († November oder Dezember 1249) war ein englischer Geistlicher und Richter.

## Herkunft
Jeremy of Caxton entstammte einer Familie des Ritterstands, die sich nach dem Dorf Caxton in Cambridgeshire benannte. Die Familie hielt ihren Landbesitz in Cambridgeshire und Huntingdonshire als Vasallen mehrerer Klöster wie Peterborough, Ramsey und St Neots sowie der Familie de Scalers. Er war ein jüngerer Bruder oder vielleicht auch nur ein Cousin von Sir Geoffrey of Caxton († vor 1247), der in den 1230er und 1240er Jahren das Oberhaupt der Familie war.

## Dienst als Verwalter und als Geistlicher
Caxton wird erstmals im Herbst 1219 als Anwalt von Geoffrey of Hatfield am Common Bench erwähnt. Als Geoffrey of Hatfield später Sheriff von Cambridgeshire und Huntingdonshire war, diente Caxton 1231 als sein Vertreter. Als Nachfolger von Hatfield wurde er am 10. Mai 1232 zum Sheriff ernannt. Nach dem Sturz der Regierung von Peter de Rivallis wurde er am 1. Mai 1234 im Amt bestätigt und erst am 25. Oktober 1236 abgelöst. Am 31. Januar 1237 erhielt er von Ramsey Abbey das Rektorat von Warboys in Cambridgeshire. Durch diese Pfründe erhielt er jährliche Einkünfte von £ 20. Am 17. März 1237 wurde er zum Verwalter der vakanten Temporalien der Diözese Norwich ernannt. Dieses Amt behielt er, bis um den 4. Juni 1239 dem neuen Bischof William of Raleigh die Temporalien übergeben wurden. 1237 wurde er auch zusammen mit Roger of Thirkleby beauftragt, in Norfolk Steuern zu erheben, doch dieses Amt nahm er nicht wahr. Auf dem Jahrmarkt in Lynn erwarb er aus Norwegen stammende Jagdfalken für den Haushalt von König Heinrich III. 1237 diente er kurzzeitig als Verwalter der Besitzungen des Klosters St Benet’s. Vermutlich vor 1239 erhielt er von der Diözese Ely das Rektorat von East Dereham, das mit jährlichen Einkünften von etwa £ 75 eines der einträglichsten Pfründen in England war. Am 17. November 1241 erhielt er vom Kathedralpriorat von Canterbury das Rektorat von Godmersham in Kent, wodurch er weitere jährliche Einkünfte von etwa £ 53 erhielt. Die Übertragung dieser Pfründe erfolgte möglicherweise als Belohnung für das Amt des Verwalters der Besitzungen des Erzbistums Canterbury, das ihm am 4. Mai 1242 übertragen wurde. Caxton übernahm dieses Amt zusammen mit Bertram de Cyroll, dem Warden of the Cinque Ports, da der neugewählte Erzbischof Bonifatius von Savoyen sich noch im Ausland aufhielt. Diese Aufgabe behielt er bis zum 25. November 1243. Ob Caxton während seiner Karriere noch weitere Pfründen erhielt, ist unbekannt. Bis zu seinem Tod blieb er aber Rektor von Warboys, East Dereham und Godmersham. Damit hatte er entgegen dem kanonischen Recht mehrere Ämter gleichzeitig inne, wobei er die Seelsorge vor Ort Vikaren überließ.

## Tätigkeit als Richter
Ab etwa dem 20. Januar bis zum 6. März 1240 diente Caxton als Richter bei einer nominell von Abt Ranulf of Ramsey geleiteten Gerichtsreise, an der auch die Richter William of York, Henry of Bath und Roger of Thirkleby teilnahmen. Am 1. Juli 1240 wurde er zusammen mit William Hardel beauftragt, die Schulden in acht Grafschaften zu erfassen, die bei jüdischen Geldverleihern aufgenommen worden waren. Für diese Aufgabe erhielt er im Januar 1241 ein Gehalt von 60 Mark. Am 10. März 1241 sollte er zusammen mit dem Treasurer Willam of Haverhill sowie mit dem Richter William of St Edmunds von den Juden die Tallage, eine Steuer in Höhe von insgesamt 20.000 Mark erheben. Obwohl Caxton bislang vor allem vor allem als Verwalter im Dienst der Krone gestanden hatte, wurde er Anfang 1241 zum Richter am Coram rege ernannt. Dabei verdankte er seine Ernennung möglicherweise dem Alter und der schlechten Gesundheit des Richters Stephen of Seagrave. Aufgrund seiner gleichzeitigen Tätigkeit als Verwalter der Ländereien des Erzbistums Canterbury nahm er von Juni bis Oktober 1242 nicht an den Sitzungen des Gerichtshofs teil. Abgesehen von dieser und zwei weiteren kurzen Unterbrechungen 1244 und im Juni 1248 war er bis zu seinem Tod als Richter tätig. Dabei war er während seiner Amtszeit neben dem Senior Justice William of York der einzige Berufsrichter an dem Gerichtshof. 1243 sollte er erneut mit William of St Edmunds die Schulden erfassen, die bei jüdischen Geldverleihern gemacht worden waren. Ab Mai 1244 leitete er zusammen mit Gilbert of Seagrave eine Untersuchung zur Einhaltung der königlichen Forsthoheit. Caxton selbst leitete die Untersuchung in acht mittel- und ostenglischen Grafschaften, weshalb er von Anfang Mai bis Ende Juni 1244 nicht an den Verhandlungen am Gerichtshof in Westminster teilnahm. Am 7. März 1245 wurde er noch beauftragt, die Einhaltung der Forsthoheit in Hampshire zu überprüfen. Dazu diente er ab 1243 gelegentlich als Richter an Assize Court in Cambridgeshire. Während einer Sitzungspause des Coram rege unterstützte er im Herbst 1246 Henry of Bath als Richter am Common Bench. Nach dem Rückzug des Senior Justice William of York im Februar 1247 leiteten neben Caxton nur die Stewards of the Household, darunter John of Lexinton die Prozesse. Erst im Oktober 1247 wurden mit Henry de la Mare und Henry de Bracton neue Richter ernannt. Caxton blieb bis zu seinem Tod im November oder Anfang Dezember 1249 als Richter tätig.
Während seiner Karriere war Caxton vor allem in Ost- und Mittelengland tätig gewesen. Wenn er sich nicht während seiner Amtszeit als Richter in Westminster aufgehalten hatte, hatte er in East Dereham oder in seiner Heimat in Cambridgeshire gelebt, wo er auch einen kleinen Landbesitz erworben hatte. Auch als Richter hatte er sich vor allem mit Fällen befasst, in denen es um Verwaltungsrechtliche oder finanzielle Streitfälle ging. Offenbar hatte er nie eine höhere Stellung als Geistlicher angestrebt, und im Gegensatz zu anderen Richtern seiner Zeit, die nicht dem geistlichen Stand angehörten, hatte er nur einen kleinen Landbesitz erworben. In den 1230er Jahren hatte er vermutlich die Karriere des späteren Richters Nicholas de Turri gefördert.